# 溪塭
溪塭，為台灣澎湖縣湖西鄉的一個島嶼，面積約0.0328平方公里。為位於北寮村著名「摩西分海」景點赤嶼東南方的岩礁。